# Добровольский, Владимир Михайлович
Влади́мир Миха́йлович Доброво́льский (1834—1877) — генерал-майор, герой русско-турецкой войны 1877—1878 годов.

## Биография
Владимир Добровольский родился 27 марта 1834 года, образование получил Павловском кадетском корпусе, из которого был выпущен 13 августа 1852 года прапорщиком в лейб-гвардии Драгунский полк. В этом полку он прослужил пять лет и 1857 году поступил на основной курс Николаевской академии Генерального штаба.
Окончив академию, Добровольский в 1860 году был переведён в Генеральный штаб подполковником и в 1862 году награждён орденом св. Станислава 2-й степени. Вскоре он был назначен начальником штаба 7-й пехотной дивизии.
В 1863 году он, в качестве помощника начальника Радомского отряда, принял участие в усмирении Польского мятежа, получив за отличия чин полковника и орден св. Владимира 4-й степени с мечами и бантом (в 1864 году).
В 1865 году В. М. Добровольский получил орден св. Анны 2-й степени (императорская корона к сему ордену пожалована в 1867 году) и назначен командиром 6-го гренадерского Таврического полка.
Будучи 30 августа 1871 года произведён в генерал-майоры и получив орден св. Владимира 3-й степени, Владимир Михайлович Добровольский получил в командование 3-ю стрелковую бригаду, с которой участвовал в войне с Турцией в 1877 году. Взятие Ловчи выдвинуло Добровольского как смелого и инициативного боевого начальника, однако некоторые моменты его деятельности (такие, как: нарушение диспозиции, несвоевременное ведение атак на турецкие укрепления, неважное взаимодействие с соседними отрядами и колоннами) впоследствии подвергались критике.
Добровольскому не суждено было развернуть свои военные дарования: 30 августа в ходе осады Плевной он был тяжело ранен гранатой, находясь во главе своих войск, при штурме Кришинского редута. Когда восемь стрелков, составлявших его личное прикрытие и в качестве ординарцев и вестовых исполнявших различные поручения, выносили его с поля боя, Добровольский просил, посредством Скобелева, передать главнокомандующему великому князю Николаю Николаевичу Старшему свою предсмертную просьбу, чтобы эти восемь стрелков были награждены знаками отличия военного ордена. Эта просьба была великим князем исполнена. Через несколько часов Добровольский скончался.
Сам Добровольский, как будто предчувствуя свою смерть, за три дня до этого составил завещание, а накануне сражения выразился ещё более определённо: «Слава Богу, успел обзавестись добрыми конями и надёжным экипажем; по крайней мере после завтрашнего дня они хотя тело моё перевезут в Россию».
21 сентября Владимир Михайлович Добровольский был торжественно похоронен в Санкт-Петербурге в Александро-Невской лавре.